# Holger Quiñónez
Holger Abraham Quiñónez Caicedo (San Carlos, 18 de setembro de 1962) é um ex-futebolista e treinador de futebol equatoriano que atuava como zagueiro.

## Carreira
Começou no Barcelona de Guayaquil, em 1980. Pelo Vasco da Gama, onde atuou entre 1989 e 1990, foi campeão brasileiro em 1989. Teve passagens ainda por Emelec, União da Madeira, Deportivo Pereira e Deportivo Quito, voltando ao Barcelona para encerrar a carreira em 2000, 6 dias após completar 38 anos.
Ele integrou a Seleção Equatoriana em 5 edições da Copa América (1989, 1991, 1993, 1995 e 1999). Foram 50 partidas disputadas com a camisa dos Amarillos.
Era conhecido por sua raça, mas muito criticado por não ser jogador de muita técnica.

## Treinador
Em 2007 foi contratado pelo Barcelona para desempenhar a função de treinador, mas atuou somente este ano no cargo.

## Títulos
Barcelona
- Campeonato Equatoriano: 1980, 1981, 1985, 1987, 1989 e 1997

Vasco da Gama
- Campeonato Brasileiro: 1989
- Taça Guanabara: 1990
- Taça Adolpho Bloch: 1990

União da Madeira
- Taça da Madeira: 1992-93 e 1994-95

Seleção Equatoriana
- Copa do Presidente da Coreia do Sul: 1995
- Canadá Cup: 1999